# 안대륜
안대륜(安大崙, 1940년 1월 25일 ~ )은 대한민국의 정치인이다. 제16대 국회의원을 지냈다.

## 경력
- 동진탄광(주)전무이사 취임
- 동진산업(주)대표이사 취임(동진탄광-어룡광업소 및 서울 7표연탄)
- 주식회사 맥산 대표이사(한국유니코산업:참치와 새우 트롤 원양어업)
- 자민련 원내부총무, 제2정책조정위원장
- 민주정의당 원외 상공분과 정책위원장
- 민정당 통일외교정책 위원
- 한국 학술연구원 이사(이사장 김명회 박사)
- 한국 지체장애자협회 고문
- 서울 오페라단 이사 및 명예회장
- 맥산(MX)회장
- 서울이동통신부회장
- 정경문화 발전연구원 회장
- 대한민국헌정회 복지위원회 위원장
- 대한민국헌정회 이사장

## 학력
- 연세대학교 정법대학 정치외교학과 학사
- 서울대학교 행정대학원 행정학 석사
- 서울대학교 경영대학원 경영학 석사
- 서독 Regensburg대학원 국제정치학과 정치학 석사

## 역대 선거 결과
|  | 9.8% |

|  | 3.23% |